# Jean-François Boutin
Pour les articles homonymes, voir Boutin.
 (décembre 2018).
Jean-François Boutin (né le 17 novembre 1976 à Fleurimont, dans la province de Québec au Canada) est un joueur professionnel canadien de hockey sur glace.

## Carrière de joueur
En 1993, il commence sa carrière dans la Ligue de hockey junior majeur du Québec avec les Faucons de Sherbrooke.
Il fait ensuite des passages avec les Lynx de Saint-Jean, l’Océanic de Rimouski, les Prédateurs de Granby, le Laser de Saint-Hyacinthe, les Huskies de Rouyn-Noranda et les Saguenéens de Chicoutimi.
Lors de la saison 1996-1997, il commence sa carrière professionnelle avec les Papetiers de Windsor de la Ligue de hockey semi-professionnelle du Québec.
Entre 1997 et 2004, il évolue dans plusieurs ligues. Il fait des passages dans la Ligue américaine de hockey (IceCats de Worcester, Flames de Saint-Jean), East Coast Hockey League (Nailers de Wheeling, Rivermen de Peoria, Chiefs de Johnstown), Ligue internationale de hockey (Solar Bears d'Orlando), United Hockey League (Jackals d'Elmira) et Ligue de hockey semi-professionnelle du Québec (Lacroix de Windsor).
Il passe ensuite une saison en Allemagne, avec le 1. EV Weiden de la 2. Bundesliga, puis il se joint au Saint-François de Sherbrooke Ligue nord-américaine de hockey.
Il commence la saison 2007-2008 en Suisse avec le HC Olten de la Ligue Nationale B, puis il revient avec le Saint-François de Sherbrooke.
Le 15 août 2011, il signe un contrat avec le Wild de Windsor.

## Statistiques
| Saison              | Équipe                       | Ligue               |     | Saison régulière | Saison régulière | Saison régulière | Saison régulière | Saison régulière |    | Séries éliminatoires | Séries éliminatoires | Séries éliminatoires | Séries éliminatoires | Séries éliminatoires |
| Saison              | Équipe                       | Ligue               | PJ  | B                | A                | Pts              | Pun              | PJ               | B  | A                    | Pts                  | Pun                  |                      |                      |
| 1993-1994           | Faucons de Sherbrooke        | LHJMQ               | 39  | 7                | 13               | 20               | 21               | 12               | 4  | 3                    | 7                    | 6                    |                      |                      |
| 1994-1995           | Faucons de Sherbrooke        | LHJMQ               | 36  | 12               | 17               | 29               | 42               | -                | -  | -                    | -                    | -                    |                      |                      |
| 1994-1995           | Lynx de Saint-Jean           | LHJMQ               | 32  | 10               | 17               | 27               | 20               | 7                | 2  | 1                    | 3                    | 0                    |                      |                      |
| 1995-1996           | Océanic de Rimouski          | LHJMQ               | 35  | 13               | 18               | 31               | 41               | -                | -  | -                    | -                    | -                    |                      |                      |
| 1995-1996           | Prédateurs de Granby         | LHJMQ               | 6   | 3                | 6                | 9                | 22               | -                | -  | -                    | -                    | -                    |                      |                      |
| 1995-1996           | Laser de Saint-Hyacinthe     | LHJMQ               | 22  | 6                | 13               | 19               | 19               | 11               | 3  | 5                    | 8                    | 29                   |                      |                      |
| 1996-1997           | Huskies de Rouyn-Noranda     | LHJMQ               | 10  | 2                | 4                | 6                | 21               | -                | -  | -                    | -                    | -                    |                      |                      |
| 1996-1997           | Saguenéens de Chicoutimi     | LHJMQ               | 5   | 0                | 0                | 0                | 4                | -                | -  | -                    | -                    | -                    |                      |                      |
| 1996-1997           | Papetiers de Windsor         | LHSPQ               | 18  | 17               | 15               | 32               | 41               | 3                | 3  | 1                    | 4                    | 34                   |                      |                      |
| 1997-1998           | Nailers de Wheeling          | ECHL                | 64  | 23               | 30               | 53               | 134              | 15               | 4  | 6                    | 10                   | 49                   |                      |                      |
| 1998-1999           | IceCats de Worcester         | LAH                 | 2   | 1                | 0                | 1                | 2                | -                | -  | -                    | -                    | -                    |                      |                      |
| 1998-1999           | Solar Bears d'Orlando        | LIH                 | 2   | 0                | 0                | 0                | 4                | -                | -  | -                    | -                    | -                    |                      |                      |
| 1998-1999           | Rivermen de Peoria           | ECHL                | 61  | 28               | 34               | 62               | 114              | 4                | 1  | 2                    | 3                    | 4                    |                      |                      |
| 1999-2000           | Rivermen de Peoria           | ECHL                | 42  | 22               | 19               | 41               | 136              | 18               | 17 | 15                   | 32                   | 26                   |                      |                      |
| 2000-2001           | IceCats de Worcester         | LAH                 | 13  | 0                | 5                | 5                | 14               | -                | -  | -                    | -                    | -                    |                      |                      |
| 2000-2001           | Rivermen de Peoria           | ECHL                | 59  | 24               | 30               | 54               | 97               | 14               | 6  | 7                    | 13                   | 28                   |                      |                      |
| 2001-2002           | Lacroix de Windsor           | LHSPQ               | 1   | 1                | 2                | 3                | 4                | -                | -  | -                    | -                    | -                    |                      |                      |
| 2001-2002           | Chiefs de Johnstown          | ECHL                | 52  | 14               | 27               | 41               | 95               | 8                | 1  | 4                    | 5                    | 16                   |                      |                      |
| 2002-2003           | Chiefs de Johnstown          | ECHL                | 47  | 20               | 38               | 58               | 144              | -                | -  | -                    | -                    | -                    |                      |                      |
| 2002-2003           | Flames de Saint-Jean         | LAH                 | 27  | 3                | 11               | 14               | 25               | -                | -  | -                    | -                    | -                    |                      |                      |
| 2003-2004           | Jackals d'Elmira             | UHL                 | 58  | 23               | 35               | 58               | 135              | 14               | 7  | 9                    | 16                   | 12                   |                      |                      |
| 2004-2005           | 1. EV Weiden                 | 2. Bundesliga       | 47  | 20               | 27               | 47               | 218              | -                | -  | -                    | -                    | -                    |                      |                      |
| 2005-2006           | Saint-François de Sherbrooke | LNAH                | 50  | 24               | 45               | 69               | 91               | 15               | 6  | 15                   | 21                   | 29                   |                      |                      |
| 2006-2007           | Chevaliers d’East Angus      | LHSP                | 2   | 5                | 2                | 7                | 2                | -                | -  | -                    | -                    | -                    |                      |                      |
| 2006-2007           | Saint-François de Sherbrooke | LNAH                | 42  | 27               | 37               | 64               | 59               | 15               | 6  | 16                   | 22                   | 43                   |                      |                      |
| 2007-2008           | HC Olten                     | LNB                 | 24  | 4                | 20               | 24               | 77               | -                | -  | -                    | -                    | -                    |                      |                      |
| 2007-2008           | Saint-François de Sherbrooke | LNAH                | 33  | 16               | 38               | 54               | 62               | 5                | 2  | 1                    | 3                    | 10                   |                      |                      |
| 2008-2009           | Saint-François de Sherbrooke | LNAH                | 43  | 21               | 36               | 57               | 74               | 5                | 1  | 1                    | 2                    | 16                   |                      |                      |
| 2009-2010           | Saint-François de Sherbrooke | LNAH                | 43  | 34               | 46               | 80               | 91               | 15               | 9  | 9                    | 18                   | 30                   |                      |                      |
| 2010-2011           | Saint-François de Sherbrooke | LNAH                | 16  | 3                | 8                | 11               | 18               | 15               | 3  | 6                    | 9                    | 36                   |                      |                      |
| 2011-2012           | Wild de Windsor              | LNAH                | 19  | 10               | 21               | 31               | 29               | -                | -  | -                    | -                    | -                    |                      |                      |
| Totaux LHSPQ / LNAH | Totaux LHSPQ / LNAH          | Totaux LHSPQ / LNAH | 265 | 153              | 248              | 401              | 469              | 73               | 30 | 49                   | 79                   | 198                  |                      |                      |

## Trophées et honneurs personnels
- Ligue nord-américaine de hockey
  - 2005-2006 : gagne la Coupe Futura avec le Saint-François de Sherbrooke.
  - 2009-2010 : gagne le Trophée Claude Larose remis au joueur le plus utile à son équipe, le Trophée Guy Lafleur remis au meilleur marqueur, le Trophée Maurice Richard remis au meilleur buteur et élu dans l'équipe d'étoiles.
  - 2010-2011 : gagne la Coupe Canam avec le Saint-François de Sherbrooke.